# Enannatum I
Enannatum I 2424-2405 v.Chr. was ensi (vorst) van Lagash
Hij was de vierde vorst van het huis van Ur-Nanshe. Na de plotselinge dood -mogelijk op het slagveld- van zijn broer Eannatum werd hij koning van een ontredderd Lagash dat van alle kanten aangevallen werd. Hij wist echter de orde te herstellen.
Een inscriptie luidt
...
[Toen de god Lu]gal-URUxKAR het koningschap van Lagaš aan Enannatum schonk
bracht hij alle vreemde landen onder zijn gezag
en [wierp] hij de opstandige landen aan zijn voeten
Toen [bou]wde Enannatum de I[bgal] (het grote ovaal) voor de godin Inanna ...
De bouw van het 'Groot Ovaal' de Ibgal, was een bouwprestatie waar de koning in verschillende incripties aan refereert. De god Lugal-URUxKAR was de beschermgod van een stad URUxKAR waarvan vermoed wordt dat deze bij de Sagub gelegen moet hebben. Zijn echtgenote was de godin Ama-geštin-ana. De juiste lezing van het schriftteken URUxKAR is niet bekend, maar de naam komt wel een aantal malen voor in inscripties op voorwerpen die niet in wetenschappelijke opgravingen gevonden zijn. Waar ze precies gevonden zijn -mogelijk URUxKAR zelf-, is daarmee een raadsel.
Een ander tablet beschrijft hoe Enannatum voor de tempel van Ningirsu witte ceders uit de bergen haalde en het dak van de tempel met het hout ervan bedekte. Op een stenen vijzel uit Girsu staat een incriptie van Enannatum die vermeldt dat het voorwerp gebruikt werd voor het fijnmaken van knoflook voor de god Ningirsu.
Enannatum werd opgevolgd door zijn zoon Entemena